# Schweizerische Theatersammlung
Die Schweizerische Theatersammlung (STS) dokumentiert das schweizerische Theaterschaffen. Sie besteht aus Archiv, Bibliothek und Museum. Trägerin der STS ist die Stiftung SAPA, Schweizer Archiv der Darstellenden Künste. Finanziert wird die STS von der Schweizerischen Eidgenossenschaft sowie von der Universität Bern. Die Schweizerische Theatersammlung befindet sich an der Schanzenstrasse in Bern und ist als Sammlung ein Kulturgut von nationaler Bedeutung, KGS-Nr. 650.

## Geschichte
Die Schweizerische Theatersammlung geht auf die 1927 u. a. durch Oskar Eberle gegründete Schweizerische Gesellschaft für Theaterkultur zurück, deren Initianten Druckerzeugnisse und Objekte aus dem Theaterbereich zu sammeln begannen. Von 1943 bis 1979 waren diese Bestände als Depositum in der Schweizerischen Landesbibliothek untergebracht. 1978 wurde die Stiftung Schweizerische Theatersammlung durch die Schweizerische Gesellschaft für Theaterkultur zusammen mit Bund, Kanton und Stadt Bern gegründet. 1985 wurden die Bibliothek und das Archiv eröffnet, 1987 kam das Museum hinzu.
2017 wurde die Schweizerische Theatersammlung mit dem Schweizer Tanzarchiv zum Schweizer Archiv der Darstellenden Künste, kurz SAPA (englisch Swiss Archive of the Performing Arts), fusioniert. Die Stiftung Schweizerische Theatersammlung wurde nach Übertrag des Stiftungsvermögens auf die Stiftung SAPA, Schweizer Archiv der Darstellenden Künste, welche aus der Stiftung Schweizer Tanzarchiv hervorging, aufgelöst.

## Bereiche

### Archiv
Das Archiv besteht hauptsächlich aus Programmheften, Presseausschnitten und Fotografien mit einem Schwerpunkt auf der Zeit ab 1945. Ausserdem sind Videos und Tonträger zu Theaterereignissen vorhanden. Das Archivgut ist durch umfangreiche Repertoriendatenbanken erschlossen.

### Bibliothek
Die Bibliothek besteht aus etwa 80'000 Titeln. Sie umfasst alle in der Schweiz erscheinenden Zeitschriften zum Theaterwesen sowie einzelne Zeitschriften der Nachbarländer und weiterer Länder. Neuzugänge ab 1993 sind im Katalog des IDS Basel Bern erschlossen, ältere in einem Zettelkatalog. Physisch befindet sich die Bibliothek seit 2018 in der Universitätsbibliothek Mittelstrasse in Bern.

### Museum
Die Dauerausstellung «Theater in Gegenwart und Geschichte» stellt die europäische Theatergeschichte sowie das schweizerische Gegenwartstheater dar.